# Heliopais personatus
Il rallo tuffatore asiatico, svassorallo asiatico o svasso folaga asiatico (Heliopais personatus (G.R. Gray, 1849)) è un uccello gruiforme della famiglia Heliornithidae. È l'unica specie nota del genere Heliopais Sharpe, 1893..

## Descrizione
Questa specie è lunga 43–55 cm.

## Biologia
È un uccello acquatico che si nutre principalmente di insetti acquatici, molluschi, crostacei, rane, piccoli pesci e, in misura minore, di materia vegetale.

## Distribuzione e habitat
Il rallo tuffatore asiatico ha un areale frammentato che si estende dall'India nord-orientale e dal Bangladesh, attraverso il Myanmar, la Thailandia, la Cambogia, il Laos e il Vietnam sino alla penisola Malese, a Sumatra e a Giava.
Popola le foreste rivierine e le mangrovie, ma è stato segnalato anche in differenti zone umide costiere e interne, e occasionalmente anche in bacini artificiali.

## Conservazione
La popolazione globale di Heliopais personatus è in costante declino (le stime più recenti parlano di circa un migliaio di esemplari). La IUCN Red List lo classifica come specie in pericolo di estinzione (Endangered).